# Rocky Colavito
Rocky Colavito (New York City, New York; 10 de agosto de 1933 - Bernville, Pennsylvania; 10 de diciembre de 2024) fue un beisbolista estadounidense que jugó catorce temporadas con seis equipos en la MLB en la posición de outfielder, fue a nueve ediciones del Juegos de las Estrellas y una vez líder en cuadrangulares. Colavito también jugó para los Detroit Tigers, Kansas City Athletics, Chicago White Sox, Los Ángeles Dodgers y los New York Yankees. En el momento de su retiro en 1968, Colavito ocupaba el tercer lugar entre los bateadores derechos de la Liga Americana en jonrones (374) y el octavo en juegos de la Liga Americana jugados como jardinero derecho (1272).
Colavito, nueve veces All-Star, promedió 33 jonrones por año durante sus primeras once temporadas, superando los 40 jonrones tres veces y las 100 carreras impulsadas seis veces. Es el quinto jugador en la historia de la Liga Americana (LA) en tener once temporadas consecutivas de 20 jonrones (1956-1966). En 1959, conectó cuatro jonrones consecutivos en un juego y fue el campeón de jonrones de la LA. También fue el primer jardinero en la historia de la LA en completar una temporada sin cometer un error. 
Después de su carrera como jugador, Colavito trabajó como comentarista deportivo de televisión para WJW (TV) antes de regresar al campo de juego para servir como entrenador con los Indians y los Kansas City Royals. En 2001, Colavito fue votado como uno de los 100 mejores jugadores en la historia de Cleveland Indians por un panel de escritores veteranos de béisbol, ejecutivos e historiadores. Fue incluido en el Salón de la Fama de los Cleveland Indians/Guardians en 2006.

## Carrera
Colavito debutó en la MLB el 10 de septiembre de 1955 con los Cleveland Indians usando el número 38. En 1956 fue titular en la Pacific Coast League en el jardín central. En Julio volvió con los Indians, teniendo al final de la temporada un promedio de bateo de .276 con 21 cuadrangulares, con lo que terminó en segundo lugar en la votación por el Novato del Año de la Liga Americana. En 1957 su promedio de bateo fue de .252 con 25 home runs y para el año siguiente Colavito pasó a jugar con el número 6, donde tuvo su mejor promedio de bateo en una temporada con .303 con 41 cuadrangulares (a uno detrás del líder de la temporada Mickey Mantle) y 113 carreras impulsadas. Fue el líder de la Liga Americana en slugging con un promedio de .620 (el más alto para un bateador derecho de los Indians hasta que Albert Belle lo superó en 1994), y terminó en tercer lugar en la votación para el JMV. Colavito también estuvo de pitcher con Cleveland ante los Detroit Tigers el 13 de agosto donde lanzó tres entradas sin permitir carrera.
En 1959 Colavito bateó 42 cuadrangulares, convirtiéndose en el primer jugador de los Indians en pegar al menos 40 cuadrangulares en temporadas consecutivas; y empató por el liderato de cuadrangulares en la Liga Americana a Harmon Killebrew en esa temporada, además de quedarse a un cuadrangular del récord de la franquicia que tenía Al Rosen, pero fue el líder de la Liga Americana en extra-bases con 66 y en bases totales con 301. El 10 de junio ante los Baltimore Orioles en el Memorial Stadium se convirtió en el segundo jugador en la historia de la Liga Americana en batear cuatro cuadrangulares en un partido de nueve entradas; algo que solo Lou Gehrig en 1932 había conseguido. En una entrevista en 2021 Colavito dijo que ese fue el mayor logro de su carrera. Fue seleccionado para ambos juegos de las estrellas en ese año, donde conectó un cuadrangular en el segundo partido (se jugaron dos ediciones del Juego de las Estrellas en 1959 y 1962). En la temporada los Indians terminaron en segundo lugar, a cinco juegos del líder Chicago White Sox. Esa había sido la temporada más cerrada en la disputa por el título hasta la de 1967. Terminó en cuarta posición en la votación por el JMV. Colavito conectó al menos 30 cuadrangulares por siete temporadas, con lo que se estableció como un bateador de poder. También fue un gran jugador defensivo con un buen brazo a pesar de tener el pie plano.
Colavito se convirtió en uno de los jugadores favoritos de los aficionados de Cleveland, donde habían filas de cientos de aficionados de los Indians para pedir su autógrafo al final de cada partido. El 17 de abril de 1960 el Gerente General de los Indians Frank Lane inesperadamente lo cambió a los Detroit Tigers por Harvey Kuenn (campeón de bateo de la Liga Americana en 1959 con .353) justo dos días después del partido inaugural en Cleveland ante los Tigers. El cambio benefició a los Tigers pero no le gustó a los Indians, ya que perdieron a su jugador favorito y líder bateador. Kuenn, que tenía una lesión leve al iniciar la temporada, bateó para .308 con los Indians, pero fue cambiado al finalizar la temporada. Lane, que se ganó el apodo de Frank "Trader" Lane en la prensa deportiva, recibió críticas por los aficionados al aducir que el cambio de Colavito fue como si hubiera cambiado un filete por una hamburguesa. El Gerente General de los Tigers Bill DeWitt reconoció la analogía a modo de broma. Colavito usó el número 7 con los Tigers, y usualmente fue colocado en el jardín derecho para aprovechar su brazo fuerte, moviendo a Al Kaline al jardín central en esa temporada. Colavito bateó para .249 con 35 cuadrangulares y 87 RBI. En 1961 Colavito subió su promedio de bateo a .290 con una marca personal de 45 cuadreangulares, 140 RBI y 129 carreras anotadas. Detroit lideró la liga en carreras anotadas y Colavito terminó en octavo lugar en la votación por el JMV. Colavito was luego fue cambiado al jardín izquierdo, y Kaline regresó al jardín derecho. Colavito jugó en ambas ediciones del Juego de las Estrellas y conectó un cuadrangular en el juego 2. En esa serie bateó 4 cuadrangulares, 3 de ellos en el juego 2.
Los aficionados de los Tigers al final se alegraron de tener a Colavito en Detroit, pero ya no era así con los aficionados de los Indians en Cleveland, que llegaron a preferiri al constante Kuenn. Gracias a eso se creó una tensa relación entre Colavito y Kuenn por varios años al punto de confrontarse en un partido donde Colavito lanzó una bola que apagó las luces del jardín derecho. El 12 de mayo de 1961 Colavito fue expulsado de un partido ante los New York Yankees en New York luego de subir a las graderías, lo que era ilegal en la MLB en ese momento luego de que un aficionado borracho hablara mal de su padre y acosara a su esposa. Los Tigers jugaron el partido bajo protesta aunque ganaron 4–3. Colavito ganaba $35,000 en 1961, pero los aficionados de Detroit criticaron su aumento en el salario en 1962 ($54,000) el cual era más alto que el de la estrella del equipo Al Kaline (de $39,000 a $49,000). En 1962 Colavito conectó 164 hits (Kaline solo 121), 37 cuadrangulares (Kaline 29), y 112 RBI (Kaline 94). Jugo en ambos juegos de las estrellas en ese año donde volvió a conectar un cuadrangular en el juego 2. En 1963 Colavito promedió .271 con 22 cuadrangulares y 91 RBI.

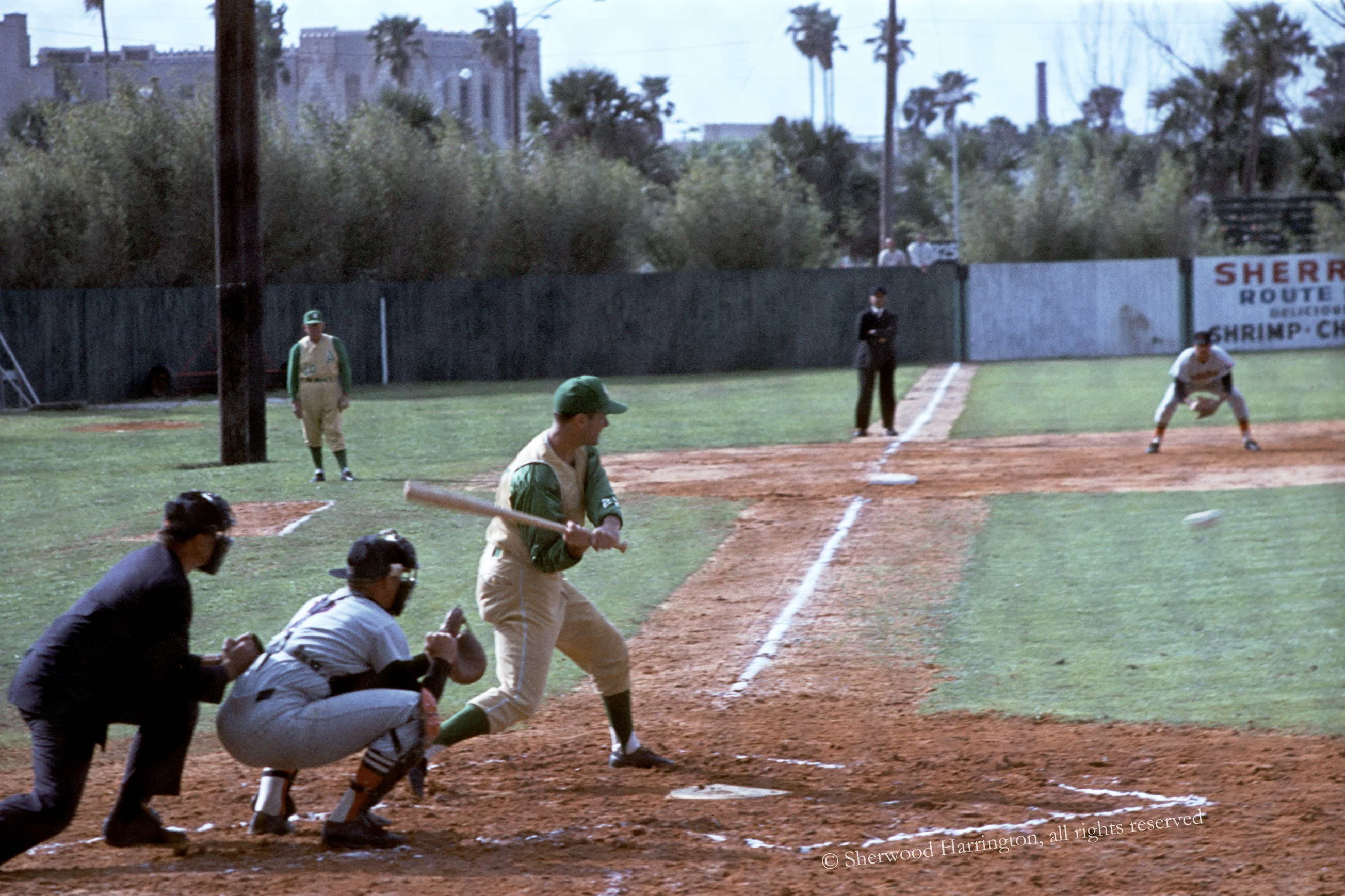
Colavito bateando con los Kansas City Athletics durante los entrenamientos de primavera en 1964.

Colavito fue cambiado junto a Bob Anderson y $50,000 dólares a los Kansas City Athletics por Jerry Lumpe, Dave Wickersham y Ed Rakow el 18 de noviembre de 1963. Volvió a jugar con el #7, en su única temporada en Kansas City donde cobró un salario de $50,000 dólares, el mejor pagado de los A's. El 11 de septiembre de 1964 con 31 años se convirtió en uno de los jugadores más jóvenes en alcanzar 300 cuadrangulares, además de llegar a las 900 carreras impulsadas, ambas logradas ante los Baltimore Orioles. Colavito bateó para .274, con 164 hits, 34 cuadrangulares, 31 dobles y 102 RBI con los A's. Volvió a ser seleccionado al Juego de las Estrellas, pero los A's terminaron en último lugar con récord de 57–105.
En enero de 1965 Colavito regresó a Cleveland en un cambio de tres equipos. Cleveland enviaron al lanzador Tommy John (que había ganado 286 partidos antes de su cambio), al outfielder Tommie Agee, novato del año de la Liga Americana en 1966 y líder de bateo en los New York Mets en 1969, y al catcher John Romano a los Chicago White Sox. Los White Sox enviaron al catcher Cam Carreon a Cleveland, a los outfielders Mike Hershberger, Jim Landis y al pitcher Fred Talbot a Kansas City.
En el partido inaugural el 21 de abril ante 44,000 espectadores, Colavito jugó con el #21, donde pegó un cuadrangular de dos carreras. En esa temporadas su promedio de bateo fue de .287, terminó en quinto lugar en la votación por el JMV al ser el líder de la Liga Americana en RBI (108) y en bases por bola (93). Terminó entre los primeros cinco lugares de la liga en cuadrangulares (26), hits (170), y carreras anotadas (92); además de ser seleccionado a su octavo Juego de las Estrellas. Colavito jugó 162 partidos con Cleveland sin cometer errores (274 oportunidades), pero no ganó el premio de Guante de Oro en su posición. El 6 de septiembre de ese año alcanzó las 1,000 RBI, y los Indians terminaron en quinto lugar con récord de 87–75.
En 1966 Colavito bateó para .238 con 30 cuadrangulares y 72 RBI, además de ser seleccionado para su noveno y último Juego de las Estrellas. Los Indians repitieron el quinto lugar con récord de 81–81. Colavito recibió salarios entre $55,000 y $57,000 dólares con Cleveland, el más alto del equipo en esos dos años.
A finales de julio de 1967 los números de Colavito eran malos, su promedio de bateo era de .241 con solo 5 cuadrangulares y 21 RBI, por lo que fue cambiado a los Chicago White Sox, que terminaron a tres juegos del liderato de la liga. En 60 partidos con Chicago Colavito conectó 42 hits con 3 cuadrangulares y 29 RBI.
En marzo de 1968 fue comprado por Los Angeles Dodgers, donde Colavito pegó 3 cuadrangulares en su primer partido en la Liga Nacional, pero su promedio de bateo fue de apenas .204 con 23 hits en 60 partidos. Fue dejado en libertad por los Dodgers el 11 de julio de 1968.
El 15 de julio de 1968 Colavito es firmado como agente libre por los New York Yankees, el que sería su último equipo en sus 14 temporadas en la MLB. En su primer partido con los Yankees pegó un cuadrangular de tres carreras ante los Washington Senators. El 25 de agosto Colavito (que usaba el #29), con 35 años, se convirtió en el último jugador de posición, hasta que Brent Mayne en el 2000, le fuera acreditada una victoria como pitcher en un partido. lanzó 2 2⁄3 sin recibir carrera como relevista en el primero de una doble cartelera ante los Detroit Tigers. Enfrentó a Al Kaline y Willie Horton, y pegó un cuadrangular en el juego 2. Colavito fue el último jugador de posición en ganar un partido como pitcher en la Liga Americana hasta que el 6 de mayo de 2012 Chris Davis ganó un partido con los Baltimore Orioles. Colavito conectó 20 hits, incluyendo 5 cuadrangulares en 39 partidos con los Yankees. Fue liberado por los Yankees el 30 de septiembre de 1968 y se retiró como jugador.

## Tras el retiro
Colavito fue contratado como comentarista para la televisión de los Cleveland Indians en WJW-TV para la temporada de 1972. Luego fue el coach de primera base de los Indians en 1973, comentarista en 1975, coach de bateo y comentarista en 1976, y coach de primera base en 1977 y 1978.
En 1982 Colavito y el mánager de los Kansas City Royals Dick Howser, que jugó como shortstop en los Indians, se involucraron en un accidente de tráfico y fueron detenidos por la policía. Colavito y Howser fueron condenados por obstrucción de justicia y sentenciados a 90 días de cárcel. Ambos apelaron y la sentencia cambió a seis meses de libertad condicional.
Colavito estuvo involucrado en el caso de la brea en el bat de 1983 y fue expulsado por discutir con los umpires por negarle el cuadrangular a George Brett, lo que le dio la victoria a los Yankees; aunque después cambiaron la decisión, el partido fue reanudado con la ventaja que tenián los Royals luego del cuadrangular de Brett, y los Royals ganaron. En el béisbol invernal jugó para los Navegantes del Magallanes en Venezuela.

## Vida personal
Colavito se casó con Carmen Perrotti, una bailarina profesional, en 1954. El 11 de agosto de 2015 le fue amputada su pierna derecha a causa de la diabetes tipo 2,con complicaciones vasculares periféricdas que le originó micromacroangiopatía, enfermedad de la cual sufrió por años.

## Legado
Colavito fue uno de los más populares bateadores de poder y outfielders en su época en el béisbol. En 2001 Colavito recibió una gran ovación al ser seleccionado miembro del equipo del siglo de los Indians.
El 29 de julio de 2006 Colavito junto a Ray Chapman, Addie Joss, Sam McDowell, Al Rosen, Herb Score y el mánager Al López, fueron seleccionados miembros del Cleveland Indians Hall of Fame.
El 10 de agosto de 2021 en su cumpleaños 88 fue develada u na estatua de Colavito en el Tony Brush Park en la Pequeña Italia de Cleveland. Colavito estuvo presente en la ceremonia.

## La Maldición de Rocky Colavito
En 1994 Terry Pluto, que era columnista de los Cleveland Indians para The Plain Dealer en los años 1980 y que luego pasó a ser comentarista deportivo para Akron Beacon Journal, publicó el libro The Curse of Rocky Colavito, el cual trataba de explicar por qué los Indians no han podido sostener una ventaja de 11 partidos desde 1959. La explicación de Pluto está en el cambio de Colavito en 1960 que puso al equipo en un pacto de mediocridad por las siguientes tres décadas. También habla del traspaso en 1965 para traer a Colavito de vuelta a los Indians que fue tan malo como su cambio a los Tigers.
Pluto hizo una secuela del libro titulada Burying the Curse en 1995, luego de que los Cleveland Indians ganaron su primer título de Liga Americana en 41 años. Cleveland perdió la Serie Mundial de 1995 2-4 ante los Atlanta Braves. En 1997 los Indians volvieron a ganar el título de liga, pero perdieron la Serie Mundial de 1997 por 3-4 ante los Florida Marlins luego de que solo necesitaban dos outs en el juego 7 para ganar. En 1999 Pluto escribió el libro Our Tribe, que trataba de la historia de los Cleveland Indians. En él Pluto insistiá en que la maldición todavía estaba activa.
Los Indians volverían a ser campeones de la Liga Americana 19 años después en 2016, donde perdieron la Serie Mundial de 2016 ante los Chicago Cubs por 3-4; siendo la última vez que Cleveland ganó el título fue en la Serie Mundial de 1948 donde vencieron a los Boston Braves.